# André Kallenbach
André Kallenbach (* 1957 in Berlin-Friedrichshain) ist ein ehemaliger deutscher Schauspieler, der als Hauptdarsteller in einem DEFA-Kinderfilm bekannt wurde.

## Leben
Kallenbach hatte in den 1960er-Jahren bereits in einem Kinderfilm mit dem Titel Gehüpft ist noch nicht gesprungen mitgespielt, als er 1966 von Regisseur Winfried Junge unter 3000 Bewerbern als Hauptdarsteller in seinem Kinderfilm Der tapfere Schulschwänzer ausgewählt wurde. In dem auf einem wahren Fall basierenden Film spielt Kallenbach den Jungen Thomas, der die Schule schwänzt und an seinem so freien Tag in Berlin einen Wohnhausbrand bemerkt, die Feuerwehr alarmiert und zum Lebensretter wird. Da er unerkannt flieht und am nächsten Tag in der Schule sein Fernbleiben mit einem Zahnarztbesuch begründet, kann er sich nun seiner Umwelt nicht offenbaren. Regisseur Junge „fand in André Kallenbach als Thomas unter 3000 Kindern den Helden seiner Geschichte, der wahrhaftig fähig ist, Neues, Schönes, Gelegentliches zu schauen und darüber ins Träumen zu geraten“, so die Kritik zur Rollenbesetzung. Gedreht wurde in zwei Teilen im Herbst 1966 und im Frühjahr 1967, da Kallenbach zwischendurch wegen einer Blinddarmentzündung im Krankenhaus lag. Der Film erlebte am 17. Dezember 1967 im Berliner Kosmos seine Uraufführung. Für seine darstellerische Leistung wurde Kallenbach in Erfurt mit der Goldenen Flimmerkiste als bester Kinderdarsteller ausgezeichnet.
Im Gegensatz zu anderen Kinderdarstellern der DDR wurde Kallenbach auch nach Der tapfere Schulschwänzer in Filmen besetzt und stand noch bis zu seinem 20. Lebensjahr unter anderem für Fernsehserien wie Polizeiruf 110, Der Staatsanwalt hat das Wort und Fragen Sie Professor Kaul vor der Kamera. Zudem arbeitete er als Synchronsprecher und beim Radio. Anschließend ließ er sich zum Automechaniker ausbilden, legte sein Abitur ab und begann ein Ingenieur-Studium, das er jedoch abbrach. Nach der Wende wurde Kallenbach Werbeberater und später Mitarbeiter bei der B.Z.

## Filmografie (Auswahl)
- 1966: Gehüpft ist noch nicht gesprungen (TV)
- 1967: Kriminalfälle ohne Beispiel – Der Fall Timo Rinnelt, Regie: Hubert Hoelzke (TV-Serie)
- 1967: Der tapfere Schulschwänzer, Regie: Winfried Junge
- 1976: Die Julia von Nebenan, Regie: Rainer Bär (TV)
- 1979: Ein Mann und seine Frau, Regie: Georg Schiemann (TV)